# Medaille für Warschau 1939–1945

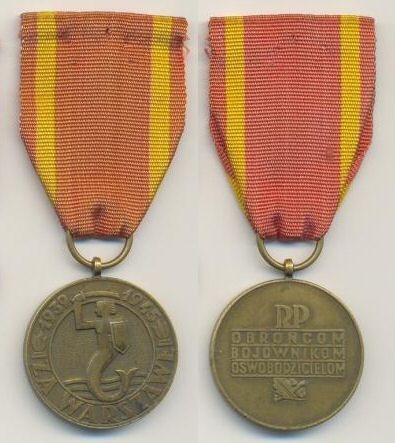

Die „Medaille Für Warschau 1939-1945“ (polnisch: Medal za Warszawę 1939-1945) war eine militärische Auszeichnung Volkspolens, die im Oktober 1945 gestiftet wurde und „für die aktive Teilnahme an der Verteidigung Warschaus im September 1939, Tätigkeit im polnischen Untergrund und Teilnahme am Warschauer Aufstand von 1944“ sowie „für die aktive Teilnahme an der Befreiung der Stadt im Januar 1945“ vergeben wurde.

## Verleihungszahlen
siehe: Kategorie:Träger der Medaille Für Warschau 1939-1945
Bis 1989 wurde die Medaille insgesamt 131.242 Mal verliehen, zwischen 1993 und 1999 wurde sie noch einmal an 4.476 Personen verliehen. Am 16. Oktober 1992 wurde beschlossen, die Verleihung der Medaille am 8. Mai 1999 einzustellen, bis dorthin wurden insgesamt 135.837 Personen geehrt.

## Stiftung
Der polnische Staatsrat stiftete die Medaille und ihr Statut am 26. Oktober 1945.

## Verleihung und Statut
Die Auszeichnung hatte nur eine Klasse und konnte nur einmalig, sowohl an In- als auch an Ausländer, an militärisches wie ziviles Personal verliehen werden. Während des Bestehens war die nächsthöhere Auszeichnung die Jubiläumsmedaille „40 Jahre Volkspolen“ (Stiftung 26. April 1984), die rangniedrigere Auszeichnung die Medaille für Oder, Neiße, Ostsee. Die Verleihungen wurden zunächst von einer Kommission vorgenommen, 1946 verlieh der Verteidigungsminister das Recht zur Verleihung der Medaille an die Kommandeure der Militärbezirke, die Kommandeure der 1., 2., 3., 4. und 6. Infanteriedivision, den Kommandeur der 1. Warschauer Kavalleriedivision sowie den Vorstand der staatlich kontrollierten Kriegsveteranenvereinigung „Verband der Kämpfer für Freiheit und Demokratie“. Seit 1958 lag das Recht zur Verleihung der Medaille beim Staatsrat (Rada Państwa), nach 1989 beim Präsidenten Polens. Mitgliedern der Polnischen Heimatarmee wurde die Medaille zumeist aus politischen Gründen nicht verliehen.